# 庫里巴亞區
17°22′57″S 70°20′07″W / 17.3824°S 70.3354°W
庫里巴亞區（西班牙語：Distrito de Curibaya），是秘魯的一個區，位於該國南部塔克納大區的坎達拉韋省，始建於1875年2月5日，面積127平方公里，海拔高度2,400米，2005年人口249，人口密度每平方公里2人。